# Lazybones (film 1925)
Lazybones è un film muto del 1925 prodotto e diretto da Frank Borzage. La sceneggiatura di Frances Marion si basa su Lazybones, lavoro teatrale di Owen Davis presentato a Broadway il 22 settembre 1924.

## Trama
Inizio '900, in una cittadina della provincia americana. Quando Ruth, la sorella di Agnes, torna a casa raccontando di essere rimasta vedova di un marinaio morto annegato che l'ha lasciata con una bambina da allevare, Lazybones, il fidanzato di Agnes, si prende cura di lei e della piccola. Salva la donna da un tentativo di suicidio e adotta la bambina. Ruth si sposa con Elmer Ballister, mentre Lazybones vede rovinato il suo rapporto con Agnes che non ha intenzione di far da madre alla piccola Kit. Passa del tempo: Ruth muore dopo aver confessato tutta la verità alla madre. Intanto, Kit è diventata una bella ragazza: Lazybones, ritornato dalla guerra, avrebbe intenzione di sposarla. Ma lei è innamorata di Dick, con il quale ben presto si sposa. Agnes e Lazybones riprendono la loro storia d'amore interrotta, convolando finalmente a nozze dopo i lunghi anni della loro separazione.

## Produzione
Il film fu prodotto dalla Fox Film Corporation.

## Distribuzione
Il copyright del film, richiesto dalla Fox Film Corp., fu registrato il 30 agosto 1925 con il numero LP21997. 
Distribuito dalla Fox Film Corporation e presentato da William Fox, il film uscì nelle sale cinematografiche statunitensi il 6 novembre 1925. A New York, fu presentato il 4 dicembre 1925.
Copia della pellicola è conservata in un positivo 35mm. Il film, riversato in digitale, è stato distribuito in DVD dalla 20th Century Fox nel 2008.